# Fenster von Otuzco

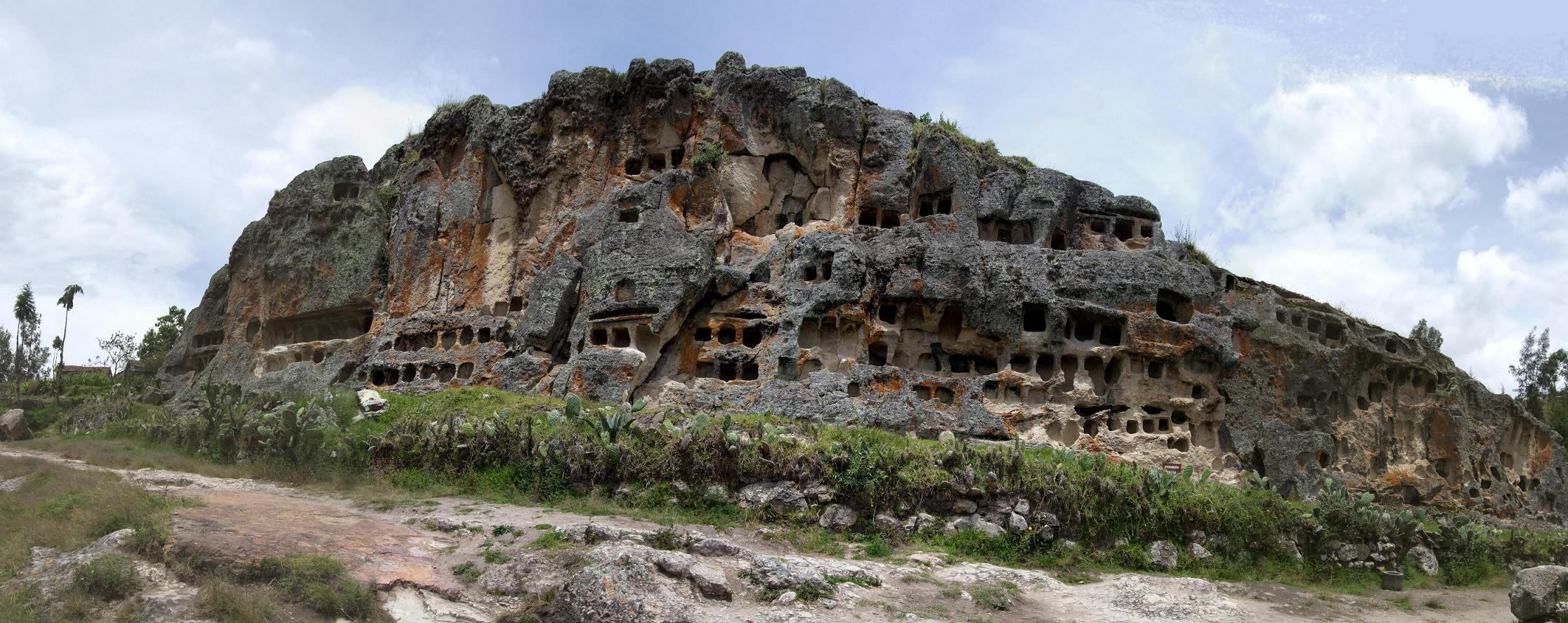
Blick auf die Ventanillas de Otuzco

Die Fenster von Otuzco (spanisch: Ventanillas de Otuzco) ist eine archäologische Stätte 8 km nordöstlich der Stadt Cajamarca in Peru. Bei den einzelnen Fensterchen handelt es sich um Gräber aus der Prä-Inka-Zeit.